# Phaedra (album)
Phaedra is het vijfde studioalbum van de Duitse groep Tangerine Dream.

## Musici
- Edgar Froese - mellotron, gitaar-bas, VCS3 synthesizer, orgel;
- Christopher Franke - Moog-synthesizer, toetsen, VCS3 SA;
- Peter Baumann - orgel, Fender Rhodes, VCS3 synthesizer, blokfluit.

## Composities
| Nr. | Titel                             | Duur  |
| --- | --------------------------------- | ----- |
| 1.  | Phaedra (Franke, Froese, Baumann) | 16:45 |

| Nr. | Titel                                                     | Duur  |
| --- | --------------------------------------------------------- | ----- |
| 1.  | Mysterious semblance at the strand of nightmares (Froese) | 10:35 |
| 2.  | Movements of a visionary (Franke, Froese, Baumann)        | 7:55  |
| 3.  | Sequent C' (Baumann)                                      | 2:18  |

## Aanloop
Na Atem kon Tangerine Dream voor het eerst optreden buiten het Duitstalige gebied. Tot 1973 werd er opgetreden in Duitsland, Oostenrijk en Zwitserland, in 1973 volgde Frankrijk. Er werd samen met Klaus Schulze opgetreden. Ongeveer tegelijkertijd zocht Richard Branson van Virgin Records muziekgroepen die het succes van Tubular Bells van Mike Oldfield konden verstevigen/voortzetten. Branson kwam uit bij Gong en Tangerine Dream. Tangerine Dream voelde zich te beperkt op het Ohr-label en zocht financiële middelen om betere apparatuur te kunnen kopen. De start van wat later in de bands geschiedenis de Virgin Years genoemd zou worden, vond plaats. TD bood aan het net door Froese en Franke (Baumann was even weg) opgenomen album Green desert (opgenomen augustus 1973) via Virgin uit te brengen, maar Virgin wilde nieuwe muziek. Tangerine Drem kon na een aantal maanden terecht in The Manor Studio in Shipton-on-Cherwell, de studio waar ook Tubular Bells was opgenomen. Personeel naar het Verenigd Koninkrijk krijgen was één punt, maar zij werden vergezeld door een vrachtauto met synthesizerapparatuur. 
Opnamen voor Phaedra begonnen in november 1973, maar die wilden niet vlotten. Apparatuur wilde niet starten of raakte oververhit, anderzijds waren er elektriciteitsstoringen en sprongen geluidsboxen vanwege de zeer lage tonen. Ook moesten de leden wennen aan de nieuwe apparatuur die ze hadden aangeschaft vanwege een voorschot dat ze van Virgin hadden gekregen. Een ander factor was dat elke ochtend de apparatuur opnieuw ingesteld moest worden; geheugenbanken op bijvoorbeeld de Moog waren er nog niet. De gehele gang van zaken werkte frustrerend en Froese constateerde dat na meerdere dagen opname ze slechts een kwartier muziek op tape hadden. Na een aantal dagen begon alles vlotter te lopen en de band zag kans het nummer Phaedra in haar geheel op te nemen. Dat niet alles van een leien dak ging is te horen als de Moog sequencer gekocht van Florian Fricke op hol slaat en dan afslaat; het bleek een geluk bij een ongeluk. Het gaf de lange track een wending in muziekstijl van ritmisch naar kosmisch. Toch was Phaedra te kort om één plaatkant te vullen. Daarom kreeg het een soort coda in de vorm van buitenspelende kinderen. Aangezien voor Phaedra de meeste gangbare muziekinstrumenten vervormd werden weergegeven, gold dat ook voor dit coda.
Eind november 1973 moest Tangerine Dream terug naar Duitsland voor twee concerten, maar in december waren ze terug. Er werd begonnen aan de tweede elpeekant. Movements of a visionary is een voortzetting van Phaedra. Op Mysterious semblance at the strand of nightmares speelt alleen Froese, waarbij hij experimenteert met de nieuw aangeschafte mellotron. Ten slotte geheel afwijkend van het album komt de track Sequent C’. Het is een uitsnede van solo-oefeningen van Baumann; hier worden blokfluitklanken steeds weer overdubd en keer op keer vertraagd; Mark Jenkins, zelf werkzaam binnen de elektronische muziek en op dat pad gezet door Phaedra heeft daarover zijn twijfels, hij vermoedt dat de fluitgeluiden zijn ontlokt aan de mellotron.

## Ontvangst
Phaedra zorgde voor een kleine doorbraak in het Verenigd Koninkrijk, verkoopcijfers stegen boven de 100.000 exemplaren. Het stond daar ook op de 15e plaats in de albumlijst. In Duitsland en Nederland verkocht het album maar matig.
De notering in de Britse albumlijst was grillig; het is het langst genoteerde album van Tangerine Dream (exclusief de 3 weken onderbreking) in die lijst op de hielen gezeten door het volgend album.
| Hitnotering: 20-04-1974 t/m 17-08-1974 | Hitnotering: 20-04-1974 t/m 17-08-1974 | Hitnotering: 20-04-1974 t/m 17-08-1974 | Hitnotering: 20-04-1974 t/m 17-08-1974 | Hitnotering: 20-04-1974 t/m 17-08-1974 | Hitnotering: 20-04-1974 t/m 17-08-1974 | Hitnotering: 20-04-1974 t/m 17-08-1974 | Hitnotering: 20-04-1974 t/m 17-08-1974 | Hitnotering: 20-04-1974 t/m 17-08-1974 | Hitnotering: 20-04-1974 t/m 17-08-1974 | Hitnotering: 20-04-1974 t/m 17-08-1974 | Hitnotering: 20-04-1974 t/m 17-08-1974 | Hitnotering: 20-04-1974 t/m 17-08-1974 | Hitnotering: 20-04-1974 t/m 17-08-1974 | Hitnotering: 20-04-1974 t/m 17-08-1974 | Hitnotering: 20-04-1974 t/m 17-08-1974 | Hitnotering: 20-04-1974 t/m 17-08-1974 | Hitnotering: 20-04-1974 t/m 17-08-1974 | Hitnotering: 20-04-1974 t/m 17-08-1974 | Hitnotering: 20-04-1974 t/m 17-08-1974 |
| Week:                                  | 1                                      | 2                                      | 3                                      | 4                                      | 5                                      | 6                                      | 7                                      | 8                                      | 9                                      | 10                                     | 11                                     | 12                                     | 13                                     | 14                                     | 15                                     | 16                                     | 17                                     | 18                                     |                                        |
| -------------------------------------- | -------------------------------------- | -------------------------------------- | -------------------------------------- | -------------------------------------- | -------------------------------------- | -------------------------------------- | -------------------------------------- | -------------------------------------- | -------------------------------------- | -------------------------------------- | -------------------------------------- | -------------------------------------- | -------------------------------------- | -------------------------------------- | -------------------------------------- | -------------------------------------- | -------------------------------------- | -------------------------------------- | -------------------------------------- |
| Positie:                               | 39                                     | 15                                     | 39                                     | 22                                     | 24                                     | 20                                     | 18                                     | 19                                     | -                                      | 24                                     | -                                      | -                                      | 38                                     | 32                                     | 42                                     | 25                                     | 41                                     | 40                                     | uit                                    |

## Nasleep
Doordat John Peel muziek van het album regelmatig via de radio liet horen, kreeg de band er een hele schare Britse fans bij. Dat leidde tot een drietal optredens in Engeland en mondde uit tot een Britse tournee in het najaar van 1974 van Londen tot Glasgow. Een tweetal van die optredens (Victoria Palace Theater en Chichester Festival Theatre) werden vastgelegd, maar pas uitgegeven in 2019.
De eerste cd-versie kwam uit op 10 september 1985; later kwamen nog geremasterde versies. In 2005 vond Edgar Froese kennelijk dat het album niet meer voldeed en nam het album opnieuw op (Phaedra (2005)). Het album werd genoteerd in de 1001 Albums You Must Hear Before You Die uit 2006.

## In search of Hades
In de zomer van 2019 kwam de release van de luxe verzamelbox In search of Hades over “de weg naar Phaedra” en vervolg. Daartoe werd het album opnieuw geremasterd. Bovendien werd de originele elpee uitgebreid met de tracks Phaedra en Sequnt C’ geremixt door Steven Wilson, die al soortgelijk werk had verricht voor King Crimson en Genesis. Bovendien bevatte de verzamelbox twee compact discs met opnamen die het nooit tot de elpee hadden gebracht. Ook hier liet Wilson zijn licht over schijnen. Het zijn opnamen daterend uit de eerste studioperiode en dragen obscure titels als Second day en Organ piece. 